# Alepidea jenkinsii
Alepidea jenkinsii är en flockblommig växtart som beskrevs av R.Pott. Alepidea jenkinsii ingår i släktet Alepidea och familjen flockblommiga växter. Inga underarter finns listade i Catalogue of Life.